# Liss Sidén

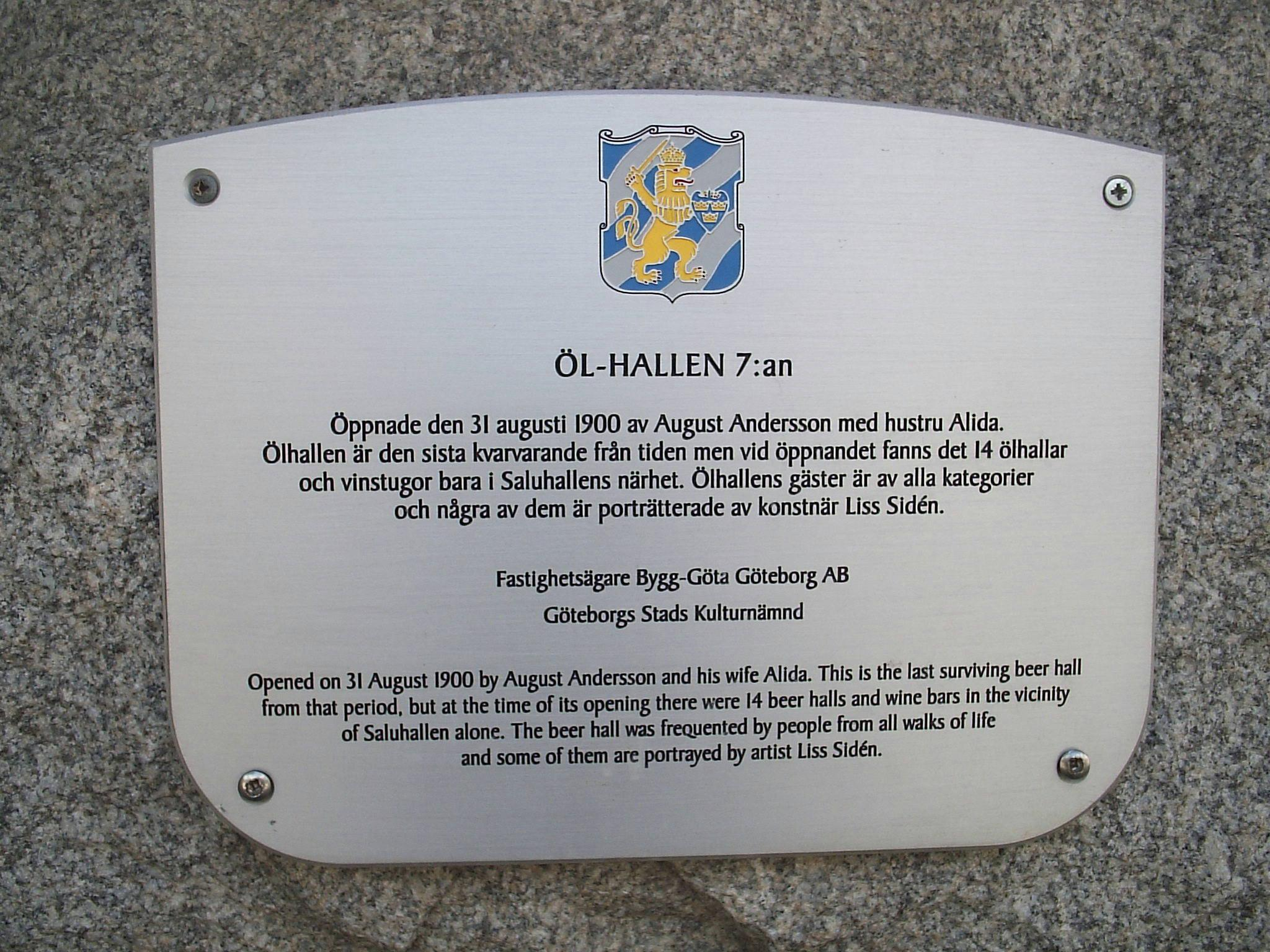
Skylt på ölhallen 7:an i Göteborg.

Liss Erik Axel Sidén, född 30 mars 1902 i Sköns församling, Sundsvall, Västernorrlands län, död 28 december 1975 i Bergsjöns församling, Göteborg, var en svensk tecknare och målare. 
Han var son till byggmästaren Erik Wilhelm Sidén och Karin Norberg och från 1937 gift med Ylva Olsson samt bror till Sven Sidén. Han studerade vid Tekniska skolan i Sundsvall 1918–1921 och var därefter anställd vid Statens reproduktionsanstalt i Stockholm 1922–1925. Efter att han lämnade reproduktionsanstalten arbetade han med porträtteckning för rederier, banker och andra kontor samt som tidningstecknare. Han vidareutbildade sig vid Althins målarskola i Stockholm och därefter med självstudier under resor till Tyskland, Storbritannien och Frankrike. Separat ställde han ut i bland annat Ryd i Småland och tillsammans med Oskar Bergman i Gävle 1930. Han målade och tecknade realistiska porträtt, gärna föreställande barn, samt landskap, ofta med hästar i arbete. 
Sidén ritade av Göteborgsoriginalen Musikern, Värmlands-Johan och Kalle Glader, vilka han också brukade kalla Skepp som mötas. Han gjorde även teckningar till Göteborgspressen och Generalstabens kartverk samt målade porträtt av gäster på ölhallen 7:an i Göteborg. Porträtten visas i ölhallen.